# Sheila Frahm
Sheila Sloan Frahm (Colby, 22 de março de 1945) foi uma política norte-americana. Filiada ao Partido Republicano, foi nomeada para o Senado dos Estados Unidos pelo Kansas para preencher a vaga causada pela renúncia do Senador Bob Dole. Frahm integrou o Senado de junho de 1996 a novembro de 1996. Ela havia tentado ser eleita para um mandato completo, mas perdeu a primária republicana para Sam Brownback. Anteriormente, foi a Vice-Governadora do Kansas entre 1995 e 1996 e Senadora estadual, de 1989 a 1995.